# Station Lauwe
Station Lauwe is een voormalig spoorwegstation in Lauwe, een deelgemeente van de stad Menen. Het lag aan spoorlijn 75, die Gent-Sint-Pieters met de Frans-Belgische grens en verder met de Franse stad Rijsel verbindt.

## Geschiedenis
Het stationsgebouw werd opgetrokken in 1868. Het goederenstation dateert van 1871 en werd gebouwd op vraag van de gemeente.
Op zondag 3 juni 1984 werd naar aanleiding van de invoering van het IC/IR-plan het reizigersverkeer opgeheven. De treindienst werd vervangen door een busaansluiting van de NMVB.
Na de opheffing van het reizigersvervoer werd het gebouw een jeugdcafé, La Gare. Na klachten door geluidsoverlast in 2007 kwam het gebouw leeg te staan. In 2011 werd het gebouw aangekocht om er een feestzaal van te maken. Het gebouw volledig vernieuwd.

## Aantal instappende reizigers
De grafiek geeft het gemiddeld aantal instappende reizigers weer op een week-, zater- en zondag.
| Tabel: aantal instappende reizigers station Lauwe | Tabel: aantal instappende reizigers station Lauwe | Tabel: aantal instappende reizigers station Lauwe | Tabel: aantal instappende reizigers station Lauwe |
|                                                   | Weekdag                                           | Zaterdag                                          | Zondag                                            |
| ------------------------------------------------- | ------------------------------------------------- | ------------------------------------------------- | ------------------------------------------------- |
| 1977                                              | 128                                               | 23                                                | 26                                                |
| 1978                                              | 127                                               | 24                                                | 33                                                |
| 1979                                              | 162                                               | 21                                                | 21                                                |
| 1980                                              | 125                                               | 16                                                | 12                                                |
| 1981                                              | 134                                               | 19                                                | 30                                                |
| 1982                                              | 101                                               | 43                                                | 21                                                |
| 1983                                              | 79                                                | 11                                                | 10                                                |

0: Gent-Sint-Pieters ·
3,7: Sint-Denijs-Westrem ·
5,0: Hemelrijk ·
6,1: De Pinte ·
9,0: Broekstraat ·
9,8: Deurle ·
12,1: Muizenhol ·
13,1: Beekstraat ·
13,8: Astene ·
15,1: Deinze ·
19,0: Machelen ·
22,0: Olsene ·
24,4: Zulte ·
27,3: Waregem ·
31,8: Desselgem ·
33,9: Beveren-Leie ·
36,1: Harelbeke ·
41,4: Kortrijk ·
42,2: Kortrijk-Vorming ·
43,9: Marke ·
46,5: Lauwe ·
49,8: Aalbeke ·
53,8: Moeskroen